# Rocky River (Gwydir River)
Der Rocky River ist ein 34 Kilometer langer Fluss im Nordosten des australischen Bundesstaates New South Wales bei der Goldgräberstadt Rocky River im nördlichen Tafelland von New England. Von dort fließt er zunächst nach Norden und wendet seinen Lauf dann nach Westen, wo er in den Gwydir River mündet.